# Tinea barbae
Per tinea barbae  in campo medico, si intende un gruppo di infezioni a carattere prevalentemente micotico (che derivano da un fungo), che colpiscono il follicolo pilifero, può evolversi in kerion.

## Epidemiologia
La tinea barbae colpisce prevalentemente i maschi in età adulta, per quanto riguarda le zone endemiche esse sono costituite da zone dove si svolge attività agricola. Le parti del corpo più colpite sono le sedi della barba, dei capelli e dei baffi.

## Eziologia e sintomatologia
La nascita di tale manifestazione cutanea è dovuta a particolari funghi patogeni, chiamati  T. mentagrophytes e T. verrucosum, inoltre può essere causato anche da Staphylococcus. L'infezione avviene spesso tramite piccole ferite. I più colpiti sono gli agricoltori e gli allevatori in quanto viene trasmessa dagli animali da cortile oppure dal terreno. Tra i sintomi si annoverano zone arrossate con una forte desquamazione accompagnata da prurito; in questo caso il pelo tende a distaccarsi facilmente. Se l'infezione viene trascurata può sfociare in una alopecia cicatriziale.
Per la certezza della diagnosi si deve osservare la sede della dermatite: si tratta di tinea barbae se si estende a tutta la barba compresi i baffi; inoltre l'esame batteriologico con coltura effettuato con un prelievo di un tampone nasale conferma la presenza dello stafilococco.

## Terapie
Il trattamento è a base farmacologica (antibiotica locale), si somministra itraconazolo o griseofulvina.

## Prevenzione
Una buona norma preventiva consiste nell'utilizzare rasoi puliti per la rasatura e un dopobarba antisettico oltre a controllare gli animali che si hanno attorno e stare attenti durante le gite fuori porta.